# Sowjetische Badmintonmeisterschaft 1985
Die Sowjetische Badmintonmeisterschaft 1985 fand vom 30. November bis zum 8. Dezember 1985 in Dnepropetrowsk statt.

## Die Sieger und Platzierten
| Disziplin    | Gold                             | Silber                              | Bronze                          |
| ------------ | -------------------------------- | ----------------------------------- | ------------------------------- |
| Herreneinzel | Vitaliy Shmakov                  | Andrei Antropow                     | Anatoli Skripko                 |
| Dameneinzel  | Tatyana Litvinenko               | Svetlana Belyasova                  | Vlada Belyutina                 |
| Herrendoppel | Andrei Antropow Sergey Sevryukov | Vitaliy Shmakov Anatoli Skripko     | S. Lebedev Jevgeniy Dayanov     |
| Damendoppel  | Viktoria Pron Tatyana Litvinenko | Elena Rybkina Svetlana Belyasova    | Vlada Belyutina Tatjana Volchek |
| Mixed        | Andrei Antropow Viktoria Pron    | Sergey Sevryukov Svetlana Belyasova | Vitaliy Shmakov Tatjana Volchek |